# U-Key zone
U-Key zone（ユー・キー ゾーン、1979年2月23日 - ）は、日本出身のトラックメイカー、音楽プロデューサーである。

## 来歴
- 武蔵野音楽大学附属高等学校、武蔵野音楽大学卒業。
- 4歳からピアノを始め、大学在学中から作曲を始め、2006年から本格的に作家・プロデュース活動を開始。
- 数々の楽曲をアーティストへ提供している。

## 楽曲提供・プロデュース作品
- V6
  - 「Remember your love」（共作曲）
  - 「Sweet Bitter Rain」（共作曲）

- KinKi Kids
  - 「lOve in the Ø」（作曲・編曲）
  - 「Time」（共作詞・作曲・編曲）
  - 「Glorious Days 〜ただ道を探してる」（作曲・編曲）
  - 「KANZAI BOYA（U-Key zone Remix）」（リミックス）
  - 「アン/ペア（Summer Sounds Remix）」（編曲）
  - 「Before Dawn」（作曲・編曲）
  - 「シュレーディンガー」（作曲・共編曲）

- 嵐
  - 「Sync」（作曲）

- ICONIQ
  - 「Light Ahead」（作曲）

- 安室奈美恵
  - 「The Meaning Of Us」（共作曲・編曲）

- 青山テルマ
  - 「忘れないよ」（共作曲）

- AKANE
  - 「I see」（共作詞・作曲）

- 黒木メイサ
  - 「Hear The Alarm?」（作曲）
  - 「This is Crazy」（作曲）
  - 「ATTITUDE」（全作曲・プロデュース）
  - 「So Smooth」（作曲）
  - 「Be Like That」（作曲）
  - 「Intro-MAGAZINE-」 （作曲）
  - 「SWITCH⇔」（作曲）
  - 「Say Good Night☆」（作詞）
  - 「As I Am」（作曲）
  - 「Somewhere...」（作曲）

- 倖田來未
  - 「No Way」（作曲・編曲）

- 後藤真希
  - 「Mine」with KG（作曲・編曲）

- 佐々木彩夏
  - 「Lady Cat」（作曲・編曲）
- Sherry
  - 「First One」（作曲）
  - 「perfect danger」（作曲）

- 佐藤史果
  - 「ポケット」（作曲）

- John-Hoon
  - 「Eternal」（作曲・編曲）

- 田中ロウマ
  - 「ナミダ」（共作曲）
  - 「Forever Love」 feat.青山テルマ（編曲）

- D-51
  - 「Life」（作曲・編曲）

- 天上智喜
  - 「少しでいいから」（作曲・編曲）

- 為岡そのみ
  - 「FAITH」（作曲）
- 露崎春女
  - 「Let Go」（作曲）

- Heartsdales
  - 「Rum Interlude/Classical Barbie」（作曲・編曲）
  - 「My Melody」（作曲・編曲）

- 林田健司
  - 「特別なひと…」（編曲）

- 宏実
  - 「Hate U」（作曲）
  - 「YES」（作曲）
  - 「Rainbow」（作曲）
  - 「I'm With You feat. L-VOKAL」（作曲）
  - 「YOUR SONG」（作曲）
  - 「碇星」（作曲）
  - 「Makin' Love」（作曲）
  - 「Stay in love」（作曲）
  - 「KISS」（作曲）

- BRIGHT
  - 「いつまでも…/Happy Winter Version」（作曲）
  - 「You Were Mine」（作曲）

- ディズニー・ドリーム・ポップ～トリビュート・トゥ・東京ディズニーリゾートR25thアニバーサリー」 
  - 「美女と野獣」（編曲）
  - 「言葉にできなくて」（作曲）
  - 「Dance with Us」（作曲）

- BoA
  - 「ネコラブ」（作曲）

- 三浦大知
  - 「Stay with me」（作曲）
  - 「The Answer」（作曲）
  - 「Gotta Make You Mine」（共作曲）
  - 「Lullaby」（作曲）
  - 「Good Sign」（作曲）
  - 「my day」（作曲）
  - 「Testify」（作曲）
  - 「Flavor」（共作曲）
- mochA
  - 「WARNING」（全作曲）

- 山田優
  - 「EYES ON ME」（作曲・編曲）
  - 「little raindrop」（作曲・編曲）
  - 「Intro」（作曲・編曲）
  - 「strong girl」 （作曲・編曲）
  - 「little raindrop」（作曲・編曲）
  - 「Cosmic Ride」（作曲・編曲）
  - 「Outro」 （作曲・編曲）

- U-Key zone
  - 「U-Key zone presents Advent of UKZ complete」